# Мурашниця білочерева
Мурашниця білочерева (Grallaria hypoleuca) — вид горобцеподібних птахів родини Grallariidae.

## Поширення
Поширений в Колумбії, Еквадорі та на крайній півночі Перу. Його природні місця проживання — субтропічні або тропічні вологі гірські ліси та сильно деградовані колишні ліси.

## Підвиди
Включає два підвиди:
- G. h. castanea Chapman, 1923 - південна Колумбія, східний Еквадор і північ Перу.
- G. h. hypoleuca Sclater, PL, 1855 - західна Колумбія.